# غابرييلا سيروتي
غابرييلا كارلا سيروتي (مواليد 9 ديسمبر 1965) صحفية وكاتبة وسياسية أرجنتينية. عام 2007، انتخبت في المجلس التشريعي لمدينة بوينس آيرس، وأعيد انتخابها لاحقاً لفترة ثانية من 2011-2015. كانت عضوة في حزب الاجتماع الجديد وهو أحد أهم الأحزاب في مقاطعتها. وهي حالياً عضو في مجلس النواب الأرجنتيني للفترة 2017-2021 عن وحدة المواطن.
بدأت غابرييلا سيروتي الدارسة الجامعية في مجال الصحافة في كلية الصحافة والتواصل الاجتماعي في جامعة لا بلاتا الوطنية عام 1983. تابعت دراساتها العليا في مركز دراسات الاتصالات والمعلومات في جامعة وستمنستر في لندن، حيث تخرجت بدرجة الماجستير في الآداب.
بدءاً من عام 1983، تناوبت دراساتها ونشاطها التدريسي مع الوظيفة، حيث قدمت مساهمات منوعة في وسائل الإعلام المختلفة في لا بلاتا وبوينس آيرس، ثم في عام 1985 عملت محررة في وكالة أنباء وطنية هي أخبار أرجنتينية. عام 1987، أصبحت مراسلة في صحف أسبوعية هي «نحن»، «الصحفي»، «باغينا\12».
```
استمرت في العمل في باغينا\12 في عدة مناصب مختلفة كمحرر خاص حتى 1991، ومحررة حتى 1993، ومراسلة خاصة لتايلند وفيتنام وواشنطن دي سي ونيويورك وباريس وبروكسل وروما وفرانكفورت وبون وستراسبورغ والمكسيك وتشيلي وأوروغواي ومدريد.
```

في أيلول (سبتمبر) 1991، نشرت أول كتبها «الدائرة الثامنة، وقائع ومقابلات من الأرجنتين»، مع سيرجيو سيانساغليني. في حزيران (يونيو) 1993 نشرت كتابها «الرئيس، حياة وعمل كارلوس منعم»، وقد أعيد إصدار هذا الكتاب 19 مرة كونه من أفضل المبيعات. وحصل الكتاب على تعليقات ومراجعات في جميع وسائل الإعلام البارزة في الأرجنتين وفي الباييس (إسبانيا)، الغارديان وفاينانشال تايمز (المملكة المتحدة)، ونيويورك تايمز (الولايات المتحدة). عام 1993، تم تعيينها مراسلة لصحيفة باغينا\12 في لندن، خلال هذه الفترة واصلت دراساتها العليا وتخصصت في القضايا المتعلقة بالذاكرة الجماعية.
عادت إلى الأرجنتين عام 1995 وأصبحت رئيسة القسم السياسي في صحيفة باغينا\12 حتى عام 1997، ع
حيث أسست أسبوعية «تريسبونتوس» نشرت فيها مقابلة مع الفريدو استيز. في يونيو من نفس العام نشرت كتابها الثالث «ورثة الصمت».

## حياتها الشخصية
غابرييلا سيروتي هي ابنة روزا رياسول وروغيرو سيروتي، وهي الثالثة بين ستة أخوات. تزوجت عام 1997 من الصحفي لوكاس غواغنيني وانتهى الزواج عام 2007 ولها منه ابنان.

## أعمالها
- 1991: El octavo círculo, crónica de la Argentina menemista (مع سيرجيو سيانساغليني)
- 1996: El jefe (عن الرئيس السابق كارلوس منعم)
- 1997: Herederos del silencio (عن الدكتاتورية)
- 2010: El pibe (عن رئيس حكومة مدينة بوينس آيرس آنذاك ماوريسيو ماكري)
- 2014: Vivir bien en la ciudad (اقتراحات لحياة أفضل في المدينة)

## وصلات خارجية
- الموقع الرسمي